# عدد سيربنسكي
في نظرية الأعداد، عدد سيربنسكي (بالإنجليزية: Sierpinski number)‏ هو عدد طبيعي فردي k حيث k2n + 1 مركب (أي أنه عدد غير أولي)، مهما كانت قيمة العدد الطبيعي n. في عام 1960، برهن واكلاو سيربنسكي على أن هناك عددا لا نهائيا من الأعداد الصحيحة الفردية k اللائي يحققن هاته الخاصية.

## معضلة سيربنسكي
معضلة سيربنسكي هي : ما هو أصغر عدد لسيربنسكي ؟

## وصلات خارجية
- معضلة سيربنسكي: definition and status
- إيريك ويستاين، Sierpinski's composite number theorem، ماثوورلد Mathworld (باللغة الإنكليزية).
- The Prime Sierpinski Problem, a related question.